# Гайсинський цукровий завод
Гайсинський цукровий завод — підприємство харчової промисловості у місті Гайсин Вінницької області.

## Історія
Невеликий цукровий завод у повітовому місті Гайсин Гайсинського повіту Подільської губернії Російської імперії побудований у 1899 році, до нього була прокладена вузькоколійна залізниця.
Під час першої російської революції робітники заводу брали участь у страйках і демонстраціях (страйк робітників цукрового, пивоварного і винокурного заводу в Гайсині в кінці листопада - початку грудня 1905 року; у загальному страйку робітників цукрових заводів у грудні 1905 року; у страйку підприємств Гайсина у липні 1906 року і ін.).
У червні 1912 року робочі Гайсинського цукрового заводу страйкували в знак солідарності з робочими Соболівського цукрового заводу (почали страйк після того, як заводська адміністрація оголосила про намір почати звільнення робітників). У цьому страйку брали участь понад 400 чоловік і вона завершилася успіхом - адміністрації довелося поновити на роботі звільнених робітників цукрового заводу та підвищити оплату праці для сільгоспробітників на бурякових плантаціях.
Після Лютневої революції, в березні 1917 року в Гайсині виникла Рада робітничих, селянських і солдатських депутатів, а у квітні 1917 року - профспілкова організація, за рішенням якої на підприємствах встановлено 8-годинний робочий день.
Після Жовтневої революції на цукровому заводі введено робочий контроль над виробництвом.

### 1918 - 1991
У січні 1918 року в Гайсині встановлена Радянська влада, але вже на початку березня 1918 року його окупували австро-німецькі війська (які залишалися тут до листопада 1918 року), надалі Гайсин опинився в зоні бойових дій громадянської війни.
В ході радянсько-польської війни 15 травня 1920 року Гайсин захопили польські війська, але 14 червня 1920 р. містом заволоділи частини РСЧА і Радянська влада була відновлена. У 1923 році відновлення розграбованого Гайсинського цукрового заводу (у той час - найбільшого промислового підприємства міста і повіту) завершено і він відновив роботу.
У 1925 році завод досяг довоєнного рівня виробництва, а в ході індустріалізації 1930-х років оснащений новим обладнанням, реконструйовано і значно розширено. Робітники заводу Ю. Коваль, П.П. Бондар і В.Ф. Поляруш стали стахановцями.
В ході Другої світової війни 25 липня 1941 року Гайсин окупували німецькі війська, які зробили зусилля, щоб відновити і використовувати в своїх цілях промислові підприємства міста. В кінці 1941 року на цукровому заводі виникла радянська підпільна організація, яку очолив А. З. Кропивянський (в ній налічувалося понад 40 осіб). Підпільники знайшли радіоприймачі, налагодили випуск листівок та надавали допомогу партизанам.
16 березня 1944 року частини 232-ї стрілецької дивізії РСЧА повернули Гайсин, почалося відновлення міста. 21 вересня 1944 року відновив роботу відновлений Гайсинський цукровий завод.
У 1959 році почалася реконструкція заводу, який був переведений на рідке паливо. Крім того, була побудована заводська ТЕЦ, встановлено нове обладнання. Після закінчення реконструкції потужність заводу зросла майже вдвічі.
За роки восьмої п'ятирічки (1966 - 1970) переробні потужності заводу були збільшені на 1 тис. тонн цукрових буряків на добу. Виконання планових показників завод завершив достроково, до 7 листопада 1970 року, і за виробничі досягнення і раціоналізаторську діяльність слюсар заводу В.Ф. Поляруш нагороджений орденом Леніна, ще дев'ять працівників - знаком "Відмінник соціалістичного змагання УРСР" та ще кілька працівників - ювілейними ленінськими медалями.
Після газифікації міста завод переведений на використання природного газу.
Згідно з 9-м п'ятирічним планом розвитку народного господарства СРСР розпочалася комплексна реконструкція заводу.
В цілому, в радянський час цукровий завод входив у число провідних підприємств райцентру, перебували на його балансі об'єкти соціальної інфраструктури.

### Після 1991
Після проголошення незалежності України, завод перейшов у відання Державного комітету харчової промисловості України. 
У травні 1995 року Кабінет Міністрів України затвердив рішення про приватизацію заводу
Надалі, державне підприємство перетворено у відкрите акціонерне товариство.
26 грудня 1998 року арбітражний суд Вінницької області порушив справу про банкрутство заводу. 
3 червня 1999 року Кабінет Міністрів України передав завод в управління облдержадміністрації Вінницької області.
18 липня 2001 року Гайсинський цукровий завод визнаний банкрутом і почалася його ліквідація.
Пізніше завод проданий створеній у 2006 році продовольчій компанії «Зоря Поділля». У вересні 2007 року відновив роботу і до кінця 2007 року переробив 350 тис. тонн цукрових буряків і справив 46,3 тис. тонн цукру.
У 2014 році завод припинив використання в технологічних процесах природного газу.
Станом на початок 2017 року Гайсинський цукровий завод входив в перелік п'яти найбільших діючих цукрових заводів на території України.